# Gînduri Studențești
Gînduri Studențești – a marosvásárhelyi Egyetemi Központ Kommunista Diákszövetsége vezetőségének kétnyelvű lapja. Az 1970-es évek elején megjelent háromnyelvű Aeskulap, a kétnyelvű Athenaeum és magyar nyelvű Thália főiskolás lapok folytatásaként indult 1974-ben; változó időközökben jelent meg évente 2–3 száma, kezdetben füzetalakban, 1978-tól újságformátumban.

## Témák, munkatársak, főszerkesztők
Az anyagokat orvos, tanár és színész, később – a Pedagógiai Főiskola megszűnése után – almérnökjelölt diákok írták; a politikai-ideológiai nevelés feladatai mellett, a diákélet szakmai-tudományos gondjain túl az irodalom és a művelődési élet témaköre is szóhoz jutott. A magyar nyelvű közlemények riportokat, turisztikai útikalauzt, diákművelődési figyelőt, eredeti folklórgyűjtést, valamint irodalmi próbálkozásokat – verset és rövid prózát – tartalmaznak. A szerzők többségükben az OGYI tollforgató hallgatói.
Főszerkesztők a megjelenés sorrendjében: Galafteon Oltean, Ștefan Sîntpălean, George Gulie, Andrei Cristian orvostanhallgatók. A magyar szerkesztők közt találjuk Kovács Levente tanár, Décse István, Jakabos István, Egyed Zs. Imre, Hegedűs István, Schwarzkopf E. Mihály, Szallós Kis Ferenc, Sisak István, Mánya Zita, Gellért Zita, Veress Kálmán, Szabó István, Madaras Attila, Jochom István, Székely Levente, Demeter Ferenc diákok neveit.